# Frigido (fiume)
Il Frigido è un fiume della Toscana lungo 17 km che scorre in provincia di Massa-Carrara.

## Corso del fiume
Nasce a Forno, nel territorio comunale di Massa, alle spalle del fabbricato della vecchia filanda. Particolare è il suo coefficiente di deflusso, pari a 2: ciò significa che riversa annualmente in mare un volume d'acqua doppio rispetto alle precipitazioni che cadono nel suo bacino idrografico. Tale stranezza deriva dal fatto che il bacino idrogeologico è più ampio di quello idrografico, così da alimentare la sorgente anche con acque sottratte agli adiacenti e ad essa opposti bacini dell'Aulella e del Serchio. Ciò si spiega con la composizione della catena montuosa apuana, costituita da rocce molto permeabili per fessurazione e carsismo (marmi, grezzoni, calcari selciferi, calcare cavernoso, calcare massiccio), la quale si comporta come un enorme serbatoio acquifero che assorbe le abbondanti precipitazioni.
Il fiume aumenta la sua portata con le acque di due canaloni, chiamati rispettivamente Regolo e Fondone, provenienti l'uno dal Monte Sagro e l'altro dal Monte Rasori (Alpi Apuane); scorrendo poi in un'impervia valle contornata dalle cime delle Apuane, riceve da sinistra gli affluenti Renara e Fosso di Antona, da destra il canale del Cartaro, bagnando poi il centro di Canevara, per poi giungere in breve nella parte nordoccidentale della città di Massa. Dopo un percorso di circa 17 chilometri sfocia nel mar Ligure presso Marina di Massa. 
L'impatto ambientale delle cave di marmo apuane sul corso d'acqua è oggetto di una dura battaglia da parte del movimento No Cav. 

## Regime
Il regime idraulico del Frigido, seppur torrentizio, può beneficiare di una certa alimentazione carsica, tipica delle Apuane, mostrando una certa copiosità di portate, nonostante la scarsa estensione del bacino idrografico (appena 61 km²).
In realtà, proprio per la natura carsica del fiume, il bacino di alimentazione del fiume è assai più ampio di quello idrografico, potendo così usufruire anche di una parte degli apporti provenienti dal bacino del fiume Serchio.
Durante il periodo estivo, il fiume mostra così una minima assoluta di 0,3 m³/s a fronte di una media annua abbastanza elevata di circa 6,5 m³/s.
Il fiume risente, però, in caso di piogge particolarmente violente, della sua natura torrentizia, potendo causare, in caso di forti precipitazioni, piene disastrose anche superiori ai 700 m³/s.

## Eventi storici

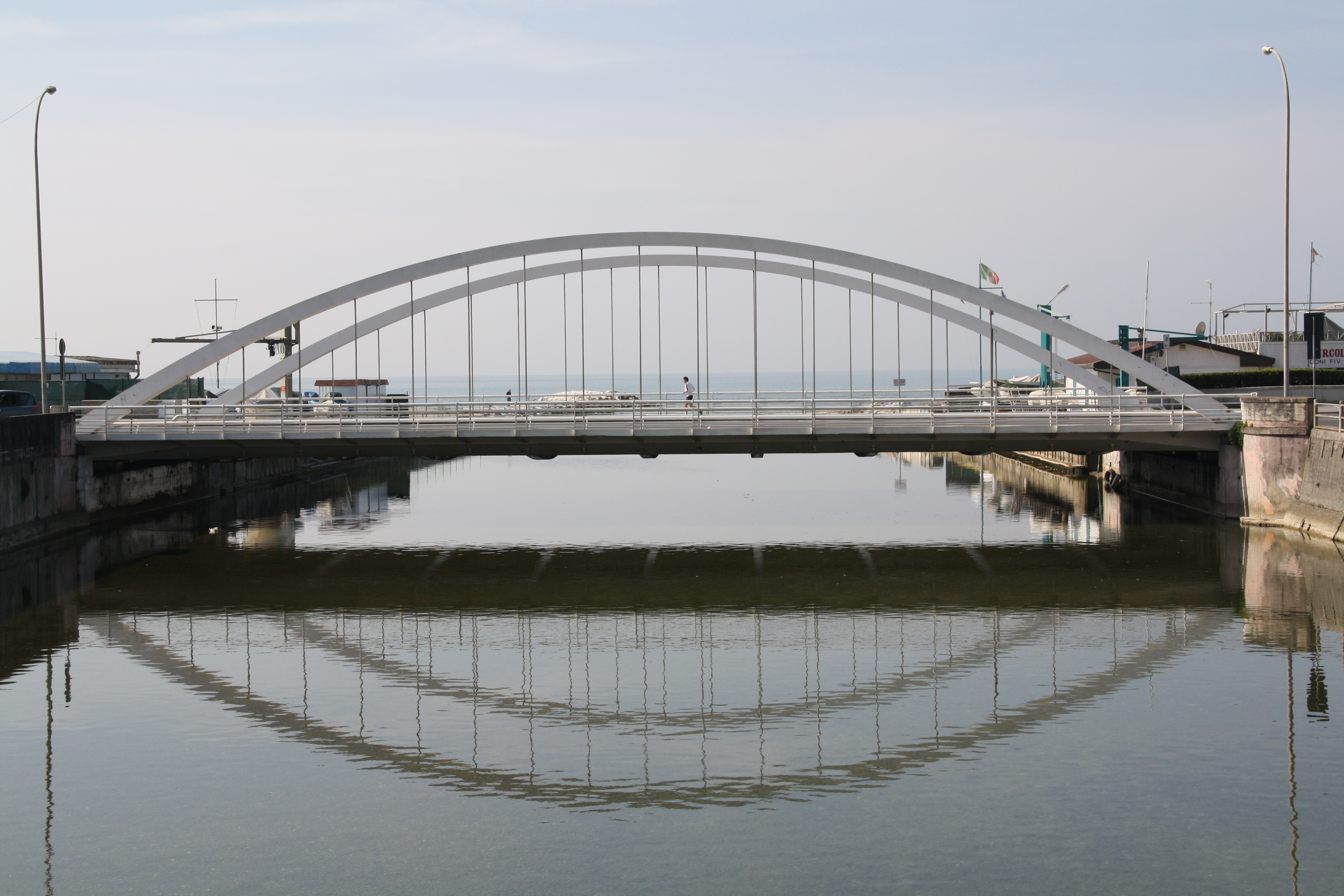
Il fiume presso la foce

Dal 1890 al 1935 la vallata del fiume Frigido fu interessata dal passaggio della tranvia di Massa, una linea a scartamento metrico con trazione a vapore che movimentava merci e passeggeri, dalla località Forno fino all'abitato di Marina di Massa, passando per il centro cittadino. Da quest'ultimo aveva origine una breve diramazione di collegamento con la stazione ferroviaria. Un ponte sul Frigido, unica infrastruttura in sede propria della tranvia, era presente poco a nord rispetto all'attuale tracciato dell'autostrada A12.
Il 13 giugno 1944 avvenne la strage di Forno, allorché il paese venne rastrellato dalle truppe nazifasciste. Sessanta civili vennero avviati sulle sponde del Frigido, in località Sant'Anna, dove vennero poi fucilati; altrettanti furono i deportati in Germania.
Il 10 settembre dello stesso anno ebbe luogo la strage detta del Frigido per mano delle SS; le vittime furono 170, tra le quali don Giorgio Bigongiari.
La mattina del 13 febbraio 1213, presso il fiume Frigido a Massa, venne combattuta una battaglia, per il dominio del Castello Aghinolfi di Montignoso. Si fronteggiavano Il marchese di Massa Guglielmo Sardo e il suo alleato Orlando, figlio maggiore di Truffa Mezzolombardo (della famiglia dei Fraolmo, morto nel 1203) antico signore di Castello Aghinolfi, contro i tre fratelli di Orlando: Veltro, Paganello e Mezzolombardo alleati con i Cattani della Versilia. Fu così che in seguito alla sconfitta di Guglielmo Sardo e Orlando, la signoria sul castello Aghinolfi, e di conseguenza sul paese di Montignoso, rimase a Vetro, Paganello e Mezzolombardo. (Archivio di Stato di Lucca. A Mancini – Storia di Lucca – pag. 90)